# ماريا لورانس
ماريا لورانس (بالإنجليزية: Maria Lawrence) هي دراجة بريطانية، ولدت في 20 سبتمبر 1970.

## وصلات خارجية
- ماريا لورانس على موقع إحصائيات الدراجات الإحترافية (الإنجليزية)
- ماريا لورانس على موقع اللجنة الأولمبية الدولية (الإنجليزية)
- ماريا لورانس على موقع أوليمبيديا (الإنجليزية)
- ماريا لورانس على موقع اللجنة الأولمبية البريطانية (الإنجليزية)
- ماريا لورانس على موقع اتحاد ألعاب الكومنولث (مؤرشف) (الإنجليزية)